# السياحة في السودان
يزخر السودان بالكثير من المقومات السياحية وعلى مختلف أنواعها وذلك لتنوع بيئاته الجغرافية والتاريخية والثقافية. ففي الشمال توجد آثار الممالك الكوشية القديمة التي تعتبر مهد حضارة بشرية حيث الأهرامات والمعابد الفرعونية، وفي الشرق حيث تتلاطم أمواج مياه البحر الأحمر بالبر السوداني توجد الجزر المرجانية الفريدة التي تشكل موطنا للأسماك الملونة وجنة لهواة الغطس في مياه البحار، وفي الغرب تمتد الصحارى الرملية بلا نهاية، وتسمق القمم البركانية في جو شبيه بأجواء البحر الأبيض المتوسط، وفضلا عن ذلك توجد السياحة الثقافية المتمثلة في فعاليات القبائل والأثنيات المتعددة وما تقدمه من نماذج موسيقية وأزياء تقليدية.

## الآثار السياحية التاريخية
تنتشر في السودان الآثار التاريخية التي تعكس الحضارات المختلفة التي مرت على البلاد بدءاً من آثار النوبة في الشمال وآثار سلطنة الفور في الغرب والفونج في الوسط ثم الآثار الاستعمارية والمهدية في سائر أنحاء السودان.

### الأهرام وآثار النوبة

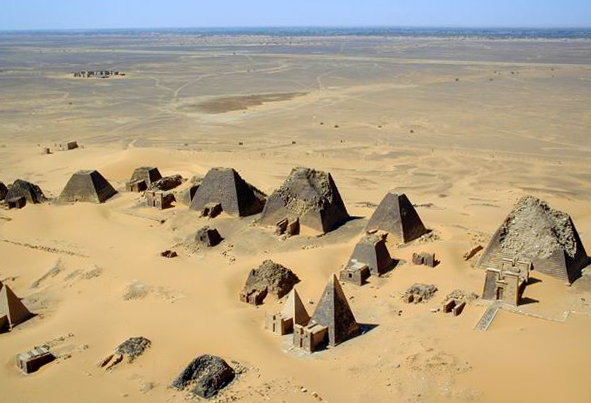
أهرام مروي

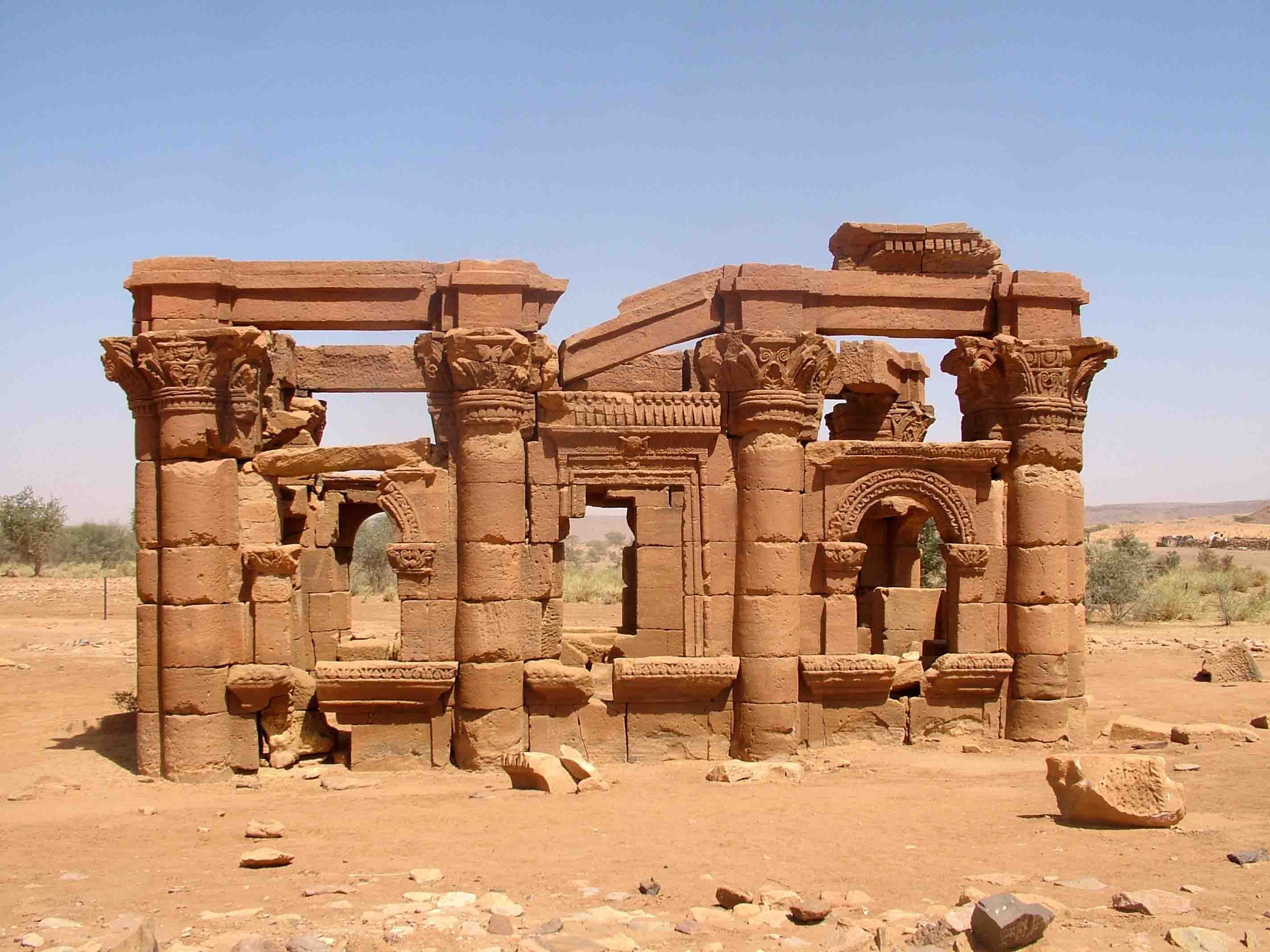
الكشك الروماني في النقعة

في السودان حوالي 220 هرماً وهو عدد أكبر من الأهرام المصرية. وتوجد بالولاية الشمالية وتبعد عن الخرطوم 500 كيلومتر، وهي من أقدم الأهرامات في وادي النيل هي التي أقامها الحكام الكوشيون. وإلى جانب الأهرامات توجد عدة معابد قديمة منها معبد الأسد أبادماك ومعبد آمون والكشك الروماني وكلها تقع في مدينة النقعة إضافة إلى منطقة المصورات الصفراء وبها بعض الآثار النوبية القديمة.

### آثار سودانية

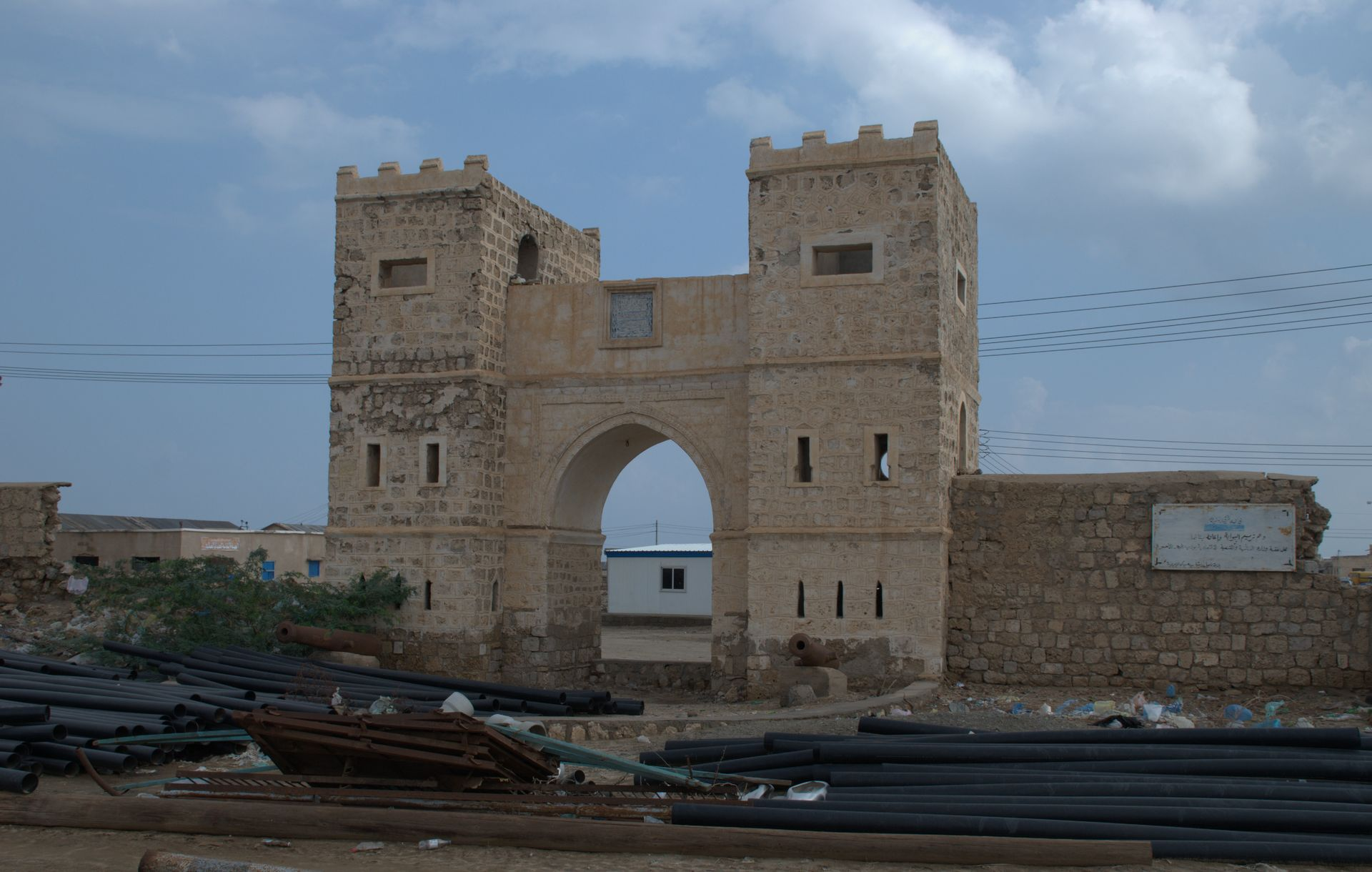
بوابة كتشنر في سواكن

مدينة تاريخية قديمة في شرق السودان على ساحل البحر الأحمر بُنيت علي جزيرة مرجانية ويحيط بها سور له خمس بوابات. تتميز مبانيها القديمة بالزخارف والنقوش الجميلة. وتوجد على بعد ميلين منها ثمانية أبراج أثرية للمراقبة. زارها الكثير من الرحالة العرب مثل ابن بطوطة والأوروبيين كصامويل بيكر كما زارها عدد من القادة والزعماء منهم خديوي مصر عباس حلمي الثاني، واللورد ألينبي.

## المناطق السياحية الطبيعية
تجري في السودان العديد من الأنهار أهما نهر النيل والنيل الأبيض والأزرق والأنهار الموسمية مما أتاح للسودان مناظر طبيعة خلابة يمكن أن تتركز في:

### شواطئ البحر الأحمر
التي تمتاز بنقاء المياه وخلوها من التلوث البحري  وشفافيتها وتستقطب حاليا جزءا كبيرًا من السواح خاصة مُحبي البحر ورياضة الغطس تحت الماء والرياضات المائية الأخرى، وتزخر بالشعب المرجانية كما توجد به جزيرة سنقنيب وهي الجزيرة الوحيدة بالبحر الأحمر التي تكتمل فيها دائرة الشعاب المرجانية الحلقية «الأتول» ،والحافلة بالأحياء المائية.

### جبل مرة

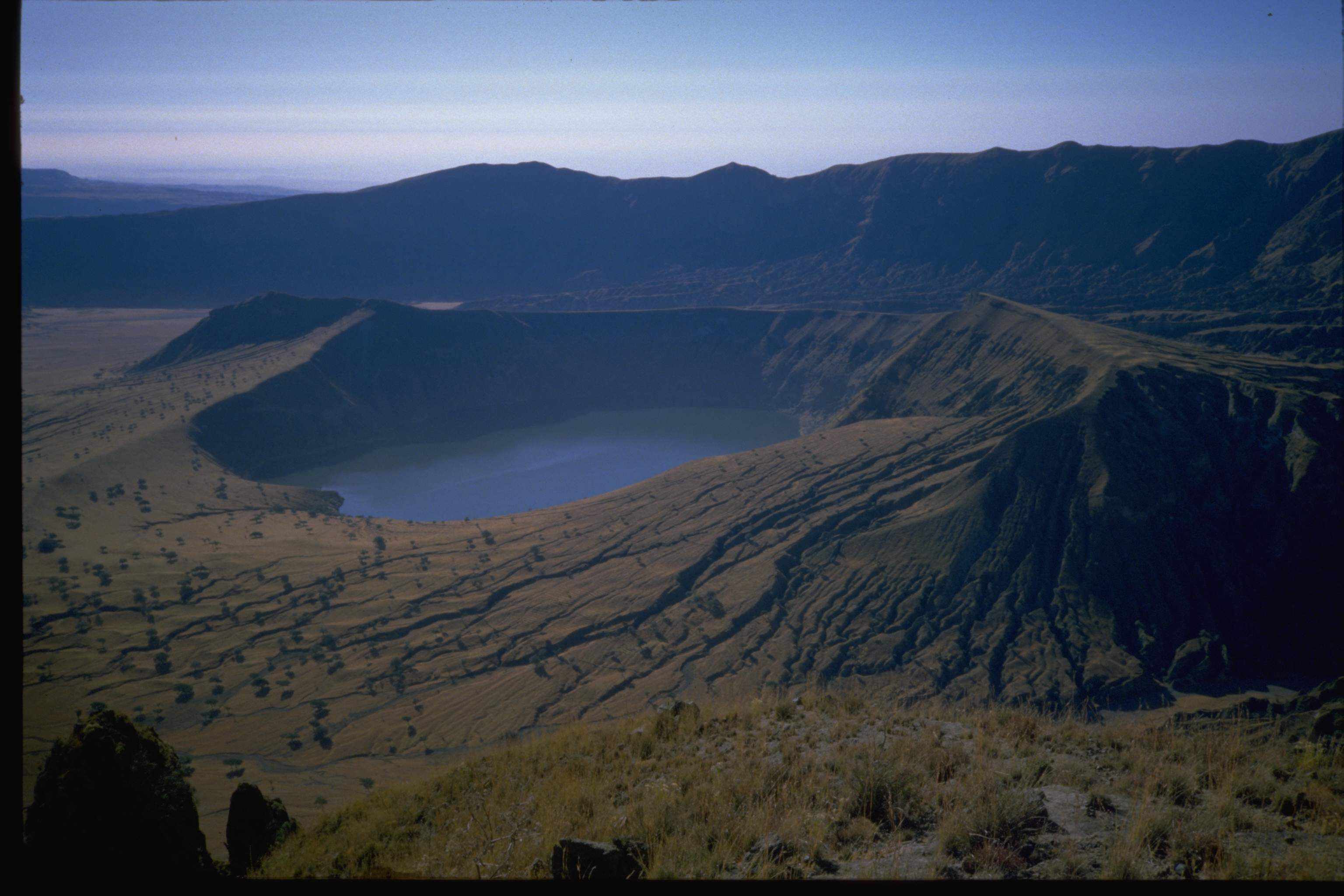
بحيرة بركانية فوق فوهة جبل مرة

يعتبر جبل مرة منطقة جذب سياحي في إقليم دارفور، ويتميز بتنوع نباتاته، والحياة البرية فيه، إضافة إلى وجود فوهة بركانية فوق قمته بها بحيرتان. ومحمية تعتبر واحدة من أكبر تجمعات تكاثر الطيور المستوطنة بالسودان والطيور المهاجرة إليه، خاصة الإوز والبط والحبارى واللقالق. وتتوفر فيه مياه كبريتية ومناطق تصلح لهواة التصوير وهواة المغامرات والطبيعة الوعرة.

### شلال السبلوقة

منطقة السبلوقة

يعتبر شلال السبلوقة الواقع في ولاية نهر النيل مقصدًا للسياح العرب والأجانب وذلك لطبيعة المنطقة الجبلية ويبعد حوالي 80 كيلو متر من العاصمة الخرطوم.

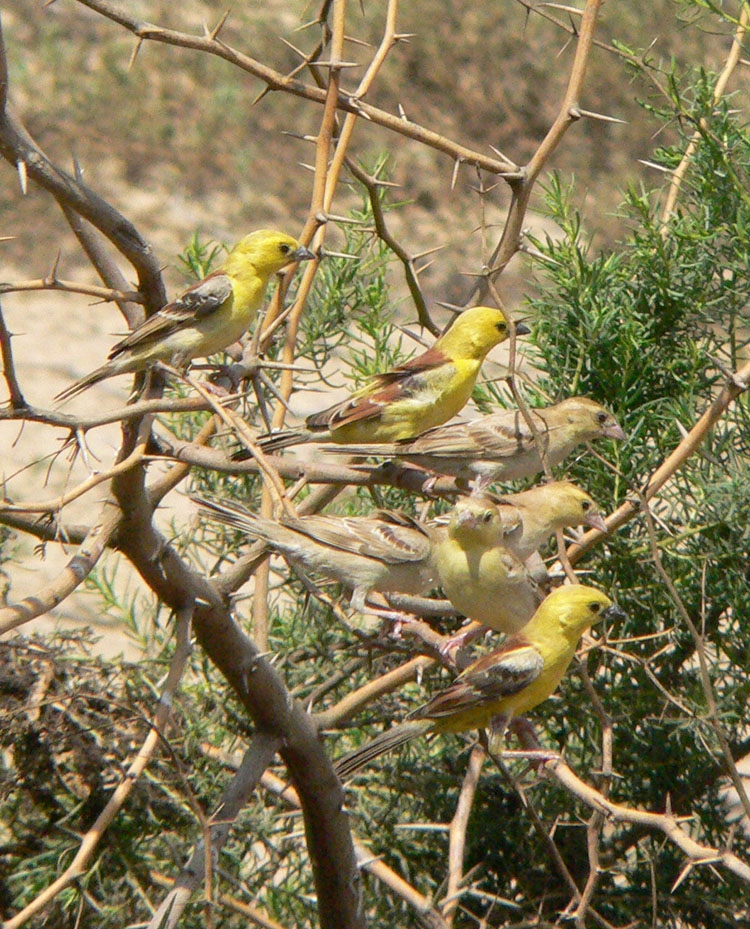
الزرزور من الطيور المستوطنة في السودان

### الحظائر والمحميات الطبيعية
توجد في السودان عدة محميات طبيعية تتنوع فيها الحياة البرية والنباتية والمناخات وتشكل مقصداً للباحثين والسياح والمهتمين بالحياة البرية حيث تستوطن فيها أنواع كثيرة من الحيوانات البرية والطيور والحشرات إلى جانب الأنواع المختلفة من النباتات بما فيها الأشجار والشجيرات والأعشاب. ومن أبرز المحميات : حظيرة الدندر في جنوب شرق السودان و محمية الردوم الطبيعية.
```
في جنوب غرب دارفور وغابة امبارونة في 
ولاية الجزيرة
 و
غابة السنط
 في 
ولاية الخرطوم
.
```

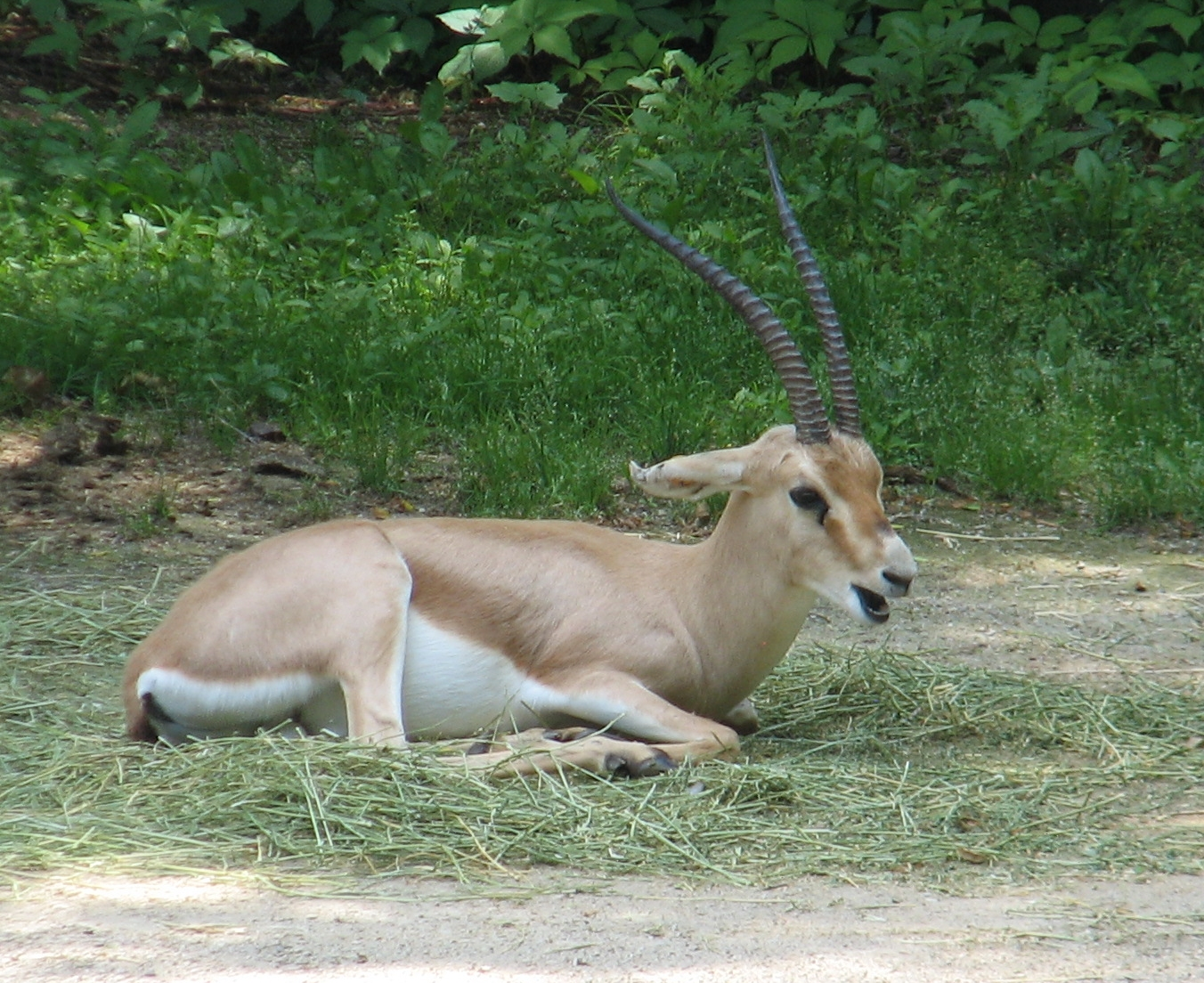
الغزال من الحيوانات المستوطنة في السودان

وتضم حظيرة الدندر مجموعة كبيرة من الحيوانات البرية والطيور. وقد تم إعلانها محمية قومية في مطلع عام 1935، وتقدّر مساحتها بـ 3500 ميل مربع. وتبعد المحمية عن الخرطوم (العاصمة) مسافة 300 ميل، ويمكن للزائر الوصول إليها برًا. وتستغرق الرحلة بالسيارات ثمان ساعات حتى محطة القويسي، ومن ثم مواصلة الرحلة إلى المحمية لفترة لا تزيد عن الأربع ساعات.
تعتبر الفترة من يناير / كانون الثاني وحتى أبريل / آب من أفضل أوقات زيارة المحمية ذات الموقع الفريد، حيث تغطيها السهول الغنية بالحشائش والنباتات والأدغال، إلى جانب بركة وبحيرة العديدة وملتقيات نهر، مما يخلق فيها مناخًا مناسبًا لتكاثر الحيوانات، وإتاحة الفرصة للسياح لاكتشاف ثراءالطبيعة البكر وجمالها.
ومن أهم الحيوانات التي توجد بالمحمية: الجاموس الأفريقي، وحيد القرن ،الأفيال، ظبي القصب البشمات ظبي الماء، (الكتمبور)، التماسيح، الزراف، التيتل النلت، الأسود، الضباع، الحلوف، أبو شوك (القنفذ)، القط أبو ريشات، النسانيس والغزلان وغيرها من الحيوانات الصغيرة.
وتوجد في السودان حيوانات أخرى منها النمور الأفريقية وفرس النهر والوعل النوبي والثعالب وحمار الوحش.

### المقرن
المقرن هو المنطقة التي يلتقى فيها النيل الأزرق بالنيل الأبيض في الخرطوم في مشهد طبيعي رائع، حيث يلاحظ المرء كيف تسير مياه النيل الأزرق الطينية الداكنة إلى جانب مياه النيل الأبيض الصافية، ثم يختلطان مع بعضهما ويصحبان نهراً واحداً بمياه خفيفة الزرقة.

## المتاحف
توجد في السودان عدة متاحف متنوعة يتركز معظمها في العاصمة المثلثة وأهمها هي:

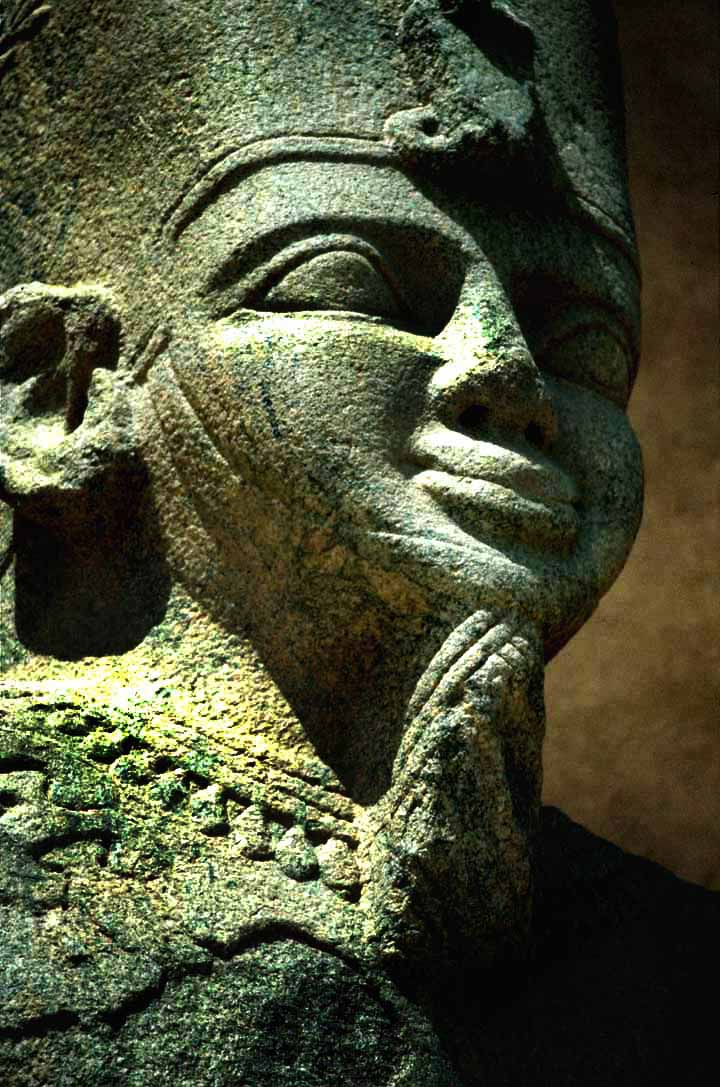
ملوك النوبة في مملكة كوش

- متحف السودان القومي: وهو أكبر المتاحف في السودان ويقع في الخرطوم بشارع النيل وقد تم افتتاح مبناه الحالي في عام 1971، ويحتوي على مقتنيات أثرية من مختلف أنحاء السودان، يمتد تاريخها إلى عصور ما قبل التاريخ، وحتى فترة الممالك النوبية والفونج كالمنحوتات والآنية، وأدوات الزينة والصور الحائطية والأسلحة. إضافة إلى العديد من أعمدة المعابد والمدافن والنصب التذكارية، والتماثيل.[6]
- متحف التاريخ الطبيعي: ويقع على شارع الجامعة في الخرطوم وهو واحد من أقدم المتاحف السودانية حيث تم افتتاحه في عام 1929 ، يحتوي على العديد من الحيوانات النادرة المحنطة والحية من زواحف وطيور ومواشي وحشرات وله أهداف علمية وسياحية.[6]
- متحف بيت الخليفة: ويقع في مدينة أم درمان وهو من المتاحف المهمة في السودان وأقدمها، وكان في السابق مقرا لسكن الخليفة عبد الله التعايشي، وقد شيّد المبنى في عام 1887 م، وتحول إلى متحف في عام 1928 م، حيث يعرض العديد من مقتنيات الثورة المهدية من نماذج لأسلحة وأثاث وأزياء ومركبات وغيرها.
- المتحف الحربي: يقع هذا المتحف داخل مباني قيادة القوات المسلحة السودانية في الخرطوم وهو مفتوح للجمهور، وتعرض فيه عدة أنواع من الأسلحة والمقتنيات العسكرية وصور القادة العسكريين ومذكرات قدامى المحاربين خلال الفترات التاريخية المختلفة التي مر بها السودان.
- متحف القصر: يقع ضمن مباني القصر الجمهوري في الخرطوم على شارع الجامعة في مبنى كان في الأصل كنيسة مشيدة على الطراز المعماري البيزنطي. وبضم المتحف لوحات زيتية وصور فوتغرافية لحكام ورؤساء السودان في حقبة ما قبل الاستقلال وما بعده، وأوسمة وأنواط وقطع أثاث وأواني وآلات موسيقية وهدايا تلقاها الرؤساء والحكام. وللمتحف جناحاً للسيارات الرئاسية القديمة منذ الحكم الثنائي.
- متحف شيكان بمدينة الأبيض ويحتوي على مقتنبات تعود في تاريخها إلى فترة الدولة المهدية
- متحف السلطان علي دينار في الفاشر
- متحف حضارة كرمة الذي تم افتتاحه في عام 2008 ليضم الآثار التي تم اكتشافها في منطقة كرمة
- متحف محمد نور هداب: ويقع في جنوب غرب سواكن وهو متحف خاص تعرض فيه مقتنيات مؤسسة من أدوات وأسلحة وملابس مرتبطة بتاريخ المنطقة.

## أهرامات مروي
مروي، مرواه (Meroe) أو «بجراوية» هو الاسم القديم للمدينة التي تحوي الأهرامات النوبية في محافظة شندي في ولاية نهر النيل السودانية تبعد حوالي 200 كم عن الخرطوم وكانت عاصمة المملكة الكوشية وتحوي أهرامات النوبة. الأهرامات التي أقامها الحكام الكوشيون في (السودان) عام 300 ق.م. واشتهرت النوبة بكثرة بناء الأهرامات حيث كان النوبيون يعتقدون أن ملوكهم آلهة أحياء ولما يموتون هم وملكاتهم لا بد من دفنهم في مدافن عظيمة. وكان أكبر البنايات الأهرامات كملوك قدماء المصريين. لهذا يوجد بها أهرامات عديدة أكثر مما موجود حاليا بمصر.وأكبر الأهرامات النوبية مرواه ونوري والكوري بالسودان.

## سواكن
تقع سواكن شرق السودان على الساحل الغربي للبحر الأحمر، وهي كانت في الأصل جزيرة سواكن ثم توسعت إلى الساحل وما جاوره فغدت مدينة سواكن التي تضم الجزيرة والساحل. اشتقت اسمها من عدة قصص أسطورية يرجع تاريخها إلى عهد الملك سليمان وبلقيس]] ملكة سبأ حيث يذكران الملك سليمان كان يسجن فيها الجن فحرفوا الاسم إلى سواكن. أما عند البجا فهي (اوسوك) أي السوق.

## شواطئ البحر الأحمر
يمتاز البحر الأحمر بنقاء مياهه وشفافيتها وهو أكثر المناطق الطبيعية جاذبية في السودان ويستقطب حاليا جزءا كبيرًا من السواح الذين يأتون إلى البلاد خاصة محبي البحر والغطس تحت الماء والرياضات المائية الأخرى وأصبح يتمتع بسمعة ممتازة على مستوى العالم حيث أنه يعتبر من أنقى بحار العالم ولم تمتد إليه آثار التلوث ويذخر بالشعب المرجانية كما توجد به جزيرة سنقنيب وهي الجزيرة الوحيدة الكاملة الاستدارة وتزخر بالأحياء المائية.

## جبل مرة
جبل مرة أميز جاذب سياحي في إقليم دارفور ويبلغ ارتفاعه 10 آلاف قدم فوق سطح البحر ويسود فيه مناخ البحر الأبيض المتوسط وبه تنوع نباتي كبير وتوجد بالإقليم منطقة قلول ذات الغابات الكثيفة والشلالات الدائمة إلى جانب منطقة مرتجلو وبها أيضا شلال جذاب وتكثر فيه أنواع من القرود والحيوانات البرية الأخرى ومنطقة سوني المرتفعة التي توجد بها استراحة عريقة إضافة إلى منطقة ضريبة وهي تمثل الفوهة البركانية للجبل وتوجد بها بحيرتان وبالإقليم حظيرة الردوم القومية وتتميز بوفرة الحيوانات البرية والطيور فيها، إذ إن الحركة السياحية لم تطرقها بصورة مكثفة، كما توجد بالإقليم بحيرة كندي التي تمثل واحدا من أكبر تجمعات تكاثر الطيور المتوطنة والمهاجرة بالسودان ويوجد بها بشكل كثيف الإوز والبط والحبارى وكثير من أنواع اللقالق وهنالك محمية وادي هور التي تزخر بأنواع كثيرة من الحيوانات البرية بجانب الآثار القديمة وبها المياه الكبريتية في عين فرح وكذلك مناطق وادي أزوم التي تصلح لهواة التصوير وهواة المغامرات والطبيعة الوعرة وتتمثل فرص الاستثمار في زيادة الطاقة الإيوائية وتأهيل وتحديث القرى السياحية بجبل مرة وإقامة معسكر سياحي دائم بالردوم وإنشاء مركز رياضي بجبل مرة لممارسة رياضة تسلق الجبال إضافة إلى إقامة فنادق علاجية في مناطق المياه الكبريتية وكذلك إقامة مركز سياحي على بحيرة كندى لهواة صيد الطيور ليكون في الوقت نفسه مركزا لدارسي ومتابعي حركة الطيور المهاجرة إضافة إلى إنشاء وتأهيل حدائق للحيوان ومتنزهات هامة ومشاريع ترفيهية .

## شلال السبلوقة
شلال السبلوقة (ولاية نهر النيل) يعتبر مقصدًا للسياح العرب والأجانب وغيرهم وذلك لطبيعة المنطقة الجبلية وضيق المجرى والتدفق المائي فهي توفر بذلك سياحة التزلج والسباحة والرحلات النيلية. إلى جانب ذلك أن الولاية تضم العديد من أجناس الحياة البرية كالطيور والحيوانات المختلفة ويقصدها السياح والزوار. تبعد حوالي 80 كلم من العاصمة الخرطوم .

## محمية الدندر
أُقيمت محمية الدندر عام 1935 وتبعد حوالي 680 كلم من الخرطوم ومساحتها 10 آلاف كلم مربع ويعتبرها خبراء الحفاظ على البيئة إحدى أجمل محميات السودان البالغ عددها ثماني عشرة محمية وهي المناطق التي أنشئت من أجل حماية الحيوانات حماية كاملة ولا يسمح فيها بأي أنشطة إنسانية سوى للأغراض السياحية والترفيهية والتعليمية، ففي مساحة الدندر الكبيرة وموقعها الذي يصل حتى الهضبة الإثيوبية تتعدد البيئات مما أكسبها تنوعا بيولوجيا خصبا ويجري نهرا الرهد والدندر ـ الذي سميت به المحمية ـ وهما موسميان في الفترة من شهر يوليو (تموز) وحتى نوفمبر (تشرين الثاني) وخلال عبورهما للحظيرة يصبان في بعض البرك مما يشكل مشهدا رائعا وتعتبر الفترة من يناير (كانون الثاني) حتى أبريل (نيسان) من أفضل الفترات لزيارة المحمية ذات الموقع الفريد حيث تغطيها السهول ذات الحشائش والنباتات والأدغال والبحيرات ويمكن للسائح الوصول إليها برًا بالسيارات التي توفرها الشركة والتي تنطلق من الخرطوم وتستغرق الرحلة ثماني ساعات حتى محطة القويسي، ومن ثم مواصلة الرحلة للمحمية لفترة لا تزيد على الأربع ساعات أما الحيوانات التي تستطيع أن تشاهدها هناك فتحيا على طبيعتها دون أسوار حديدية «إلا ما يحيط بالسائح نفسه!» فمن الثدييات الكبيرة تجد الأسود والجاموس البري والضباع والذئاب والغزلان والزراف وغزال الآيل والغزال الملون ووحيد القرن والقرود الصغيرة «النسانيس» والقنافذ والخنازير البرية، كما بها أكثر من 90 نوعًا من الطيور التي تنتشر على تجمعات المياه وهي الحبار والبجبار والرهو وهي الأسماء المحلية لطيور تأتي في موسم الشتاء هاربة من صقيع السويد وأوروبا لتتدفأ بالشمس الأفريقية، كما هناك دجاج الوادي ـ بلونه الأسود المنقط بنقاط بيضاء، ونقار الخشب والبجع الأبيض، وأبو سعن، والغرنوق والنعام وغيرها كما بالدندر يوجد 32 نوعا من الأسماك .

## متحف السودان القومي
يحتوي متحف السودان القومي على مقتنيات أثرية من مختلف أنحاء السودان، يمتد تاريخها إلى عصور ما قبل التاريخ، وحتى فترة الممالك النوبية وتشتمل الصالات الداخلية للمتحف العديد على المقتنيات الحجرية، والجلدية، والبرونزية والذهبية، والحديدية، والخشبية، وغيرها في شكل منحوتات وآنية، وأدوات زينة وصور حائطية وأسلحة وغيرها.
أما فناء المتحف وحديقته فعبارة عن متحف مفتوح، يشتمل على العديد من المعابد والمدافن والنصب التذكارية، والتماثيل بأحجام مختلفة، والتي كان قد جرى إنقاذها قبل أن تغمر مياة السد العالي مناطق وجودها وتمت إعادة تركيبها حول حوض مائي يمثل نهر النيل، حتى تبدو وكأنها في موقعها الأصلي، وأهمها معابد (سمنه شرق) و(سمنه غرب) وبوهين، كما تشتمل على مقبرة الأمير (حجو تو حتب) وأعمدة كاتدرائية فرس.

## متحف التاريخ الطبيعي
يوجد هذا المتحف في شارع الجامعة ويحتوي على معظم الحيوانات المحنطة والحية وله أهداف منها النواحي العلمية والسياحية والتعريف بما هو متوافر في السودان من زواحف وطيور ومواشي وحشرات وتلعب جامعة الخرطوم ممثلة في أساتذتها والطلاب المهتمين دورا هاما في استمرارية هذا المتحف. كما أنه يعكس مجموعة كبيرة من الحيوانات الموجودة في السودان من طيور بكافة الأشكال والأنواع مثل صقر الجديان الموجود عند مدخل المتحف لأنه يمثّل شعار السودان.